# Санторио Санторио
Санторио Санторио (на италиански: Santorio Santorio; на латински: Sanctorius Sanctorius, * 29 март 1561 – † 22 февруари 1636) е италиански лекар и изобретател на термометъра.
През 1602 г. въвежда махалото за измерване на пулса в медицината, вероятно повлиян от дискусиите си с Галилео Галилей. Също така издава описанието на нов вид термометър. Той е първият, който извършва изследвания на метаболизма. Санторио е професор по теоретична медицина в Падуа от 1611 до 1624 г. и по-късно във Венеция.

## Произведения
- Methodi vitandorum errorum omnium, qui in arte medica contingunt libri XV, quorum principia sunt ab auctoritate medicorum, & philosophorum principum desumpta, eaque omnia experimentis, & rationibus analyticis comprobata. Apud Petrum Aubertum, Venedig 1630.
- Ars de statica medicina. David Lopes de Haro, Leiden 1642 (1612).
- Commentaria in artem medicinalem Galeni. 1614.
- Nova pulsuum praxis morborum omnium diagnosim prognosim et medendi aegrotis rationem statuens, sine eorum relatione, 1624.
- Commentaria in primam Fen primi libri canonis Auicennae. Apud Iacobum Sarcinam, Venedig 1625. („Canon Auicennae“, Авицена Qānūn at-Tibb (Канон на медицината))
- Commentaria in primam sectionem aphorismorum Hippocratis. 1629.
- Opera omnia. 1660. (Gesammelte Werke)